# Behrouz Sebt Rasoul

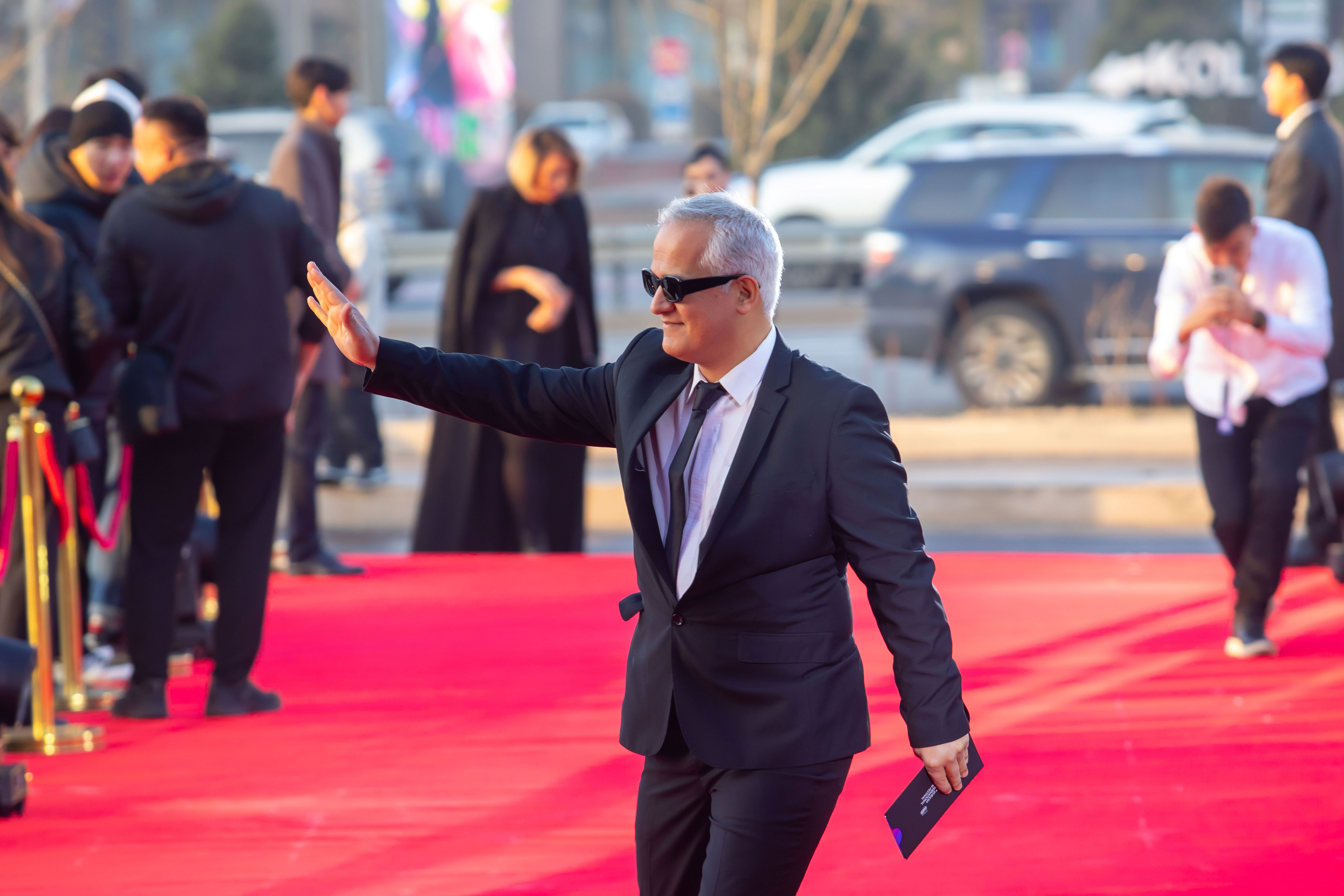
Behrouz Sebt Rasoul (2023)

Behrouz Sebt Rasoul (* Juli 1970 in Teheran, Iran) ist ein iranischer Filmregisseur, Drehbuchautor, Produzent, Musiker, Fotograf und Autor. Bekannt wurde er für seinen poetischen Stil im unabhängigen Kino. Er realisierte mehrere Kurz- und Spielfilme, darunter auch internationale Koproduktionen.

## Leben
Behrouz Sebt Rasoul wurde 1970 in Teheran geboren. Er studierte Industrieingenieurwesen, bevor er sich der Kunst und dem Kino zuwandte. Neben seiner Arbeit als Regisseur ist er auch Musiker und Turner.

## Karriere
Im Jahr 2013 gründete er das Produktionsunternehmen „Nama Film“. Er hat zahlreiche Dokumentarfilme produziert, darunter eine Naturdokumentation sowie 28 Episoden über Umwelt und Natur, die sowohl von der Fachwelt als auch vom Publikum internationale Anerkennung erhielten.
Das Drama Melody wurde von Tadschikistan als offizieller Beitrag für den Oscar 2025 in der Kategorie „Bester internationaler Spielfilm“ eingereicht. Sein Film The Hidden Way wurde 2024 als offizieller Beitrag Tadschikistans für den Oscar in der Kategorie Bester internationaler Spielfilm bei der 96. Oscarverleihung ausgewählt.
Der Film wurde von Sebt Rasoul selbst geschrieben, produziert, gedreht und geschnitten. Er arbeitete mit nicht-professionellen Schauspielern und einem minimalistischen Team, wobei die Musik des Films traditionelle iranische und tadschikische Elemente enthielt.

## Filme
- 2012: The Singer In Love (Dokumentarfilm)
- 2014: The Flight Melody
- 2015: Identity
- 2016: The Hidden Way
- 2018–2020: The Most Ancient Land (Doku-Serie)
- 2020: No Rain Without Bear (Dokumentarfilm)
- 2021: Before Eleven
- 2022: Between Two Homes (Dokumentarfilm)
- 2023: Melody
- 2024: The Hidden Way (Regie, Drehbuch, Produktion)

## Auszeichnungen und Nominierungen
| Preis                                              | Datum der Verleihung  | Empfänger           | Ergebnis | Referenz(en)  |
| -------------------------------------------------- | --------------------- | ------------------- | --- | ------------- |
| 97. Oscarverleihung                                | 2024                  | Behrouz Sebt Rasoul | Eingereicht für „Bester internationaler Spielfilm“ (für Tadschikistan) | [ 9 ]         |
| GOA – Internationales Filmfestival von Indien      | 24. November 2023     | Behrouz Sebt Rasoul | Internationale Premiere – Sektion „Cinema of the World“ | [ 10 ]        |
| 21. Chennai International Film Festival            | 21. Dezember 2023     | Behrouz Sebt Rasoul | Weltkino-Sektion | [ 11 ]        |
| 24. Keswick Film Festival                          | 1. März 2024          | Behrouz Sebt Rasoul | Wettbewerb | [ 12 ]        |
| 42. Fajr International Film Festival               | 3. Februar 2024       | Behrouz Sebt Rasoul | Wettbewerbssektion | [ 13 ]        |
| ImagineIndia Filmfestival, Madrid                  | 2024                  | Behrouz Sebt Rasoul | Gewonnen: - Beste Kamera: Ali-Mohammad Ghasemi - Bestes Szenenbild: Payam Hossein Souri - Beste Originalmusik: Foad Samiei Nominiert: - Beste Hauptdarstellerin: Diman Zandi - Bester Ton: Mahmoudreza Mousavinejad | [ 14 ]        |
| Iranian Film Festival of Zurich (IFFZ)             | 11. September 2024    | Behrouz Sebt Rasoul | Wettbewerbssektion | [ 15 ]        |
| 11. Silk Road International Film Festival          | 16. September 2024    | Behrouz Sebt Rasoul | Panorama-Sektion | [ 16 ]        |
| Izmir Filmfestival                                 | 30. Oktober 2024      | Behrouz Sebt Rasoul | Gewonnen: - Beste Originalmusik | [ 17 ]        |
| 11. Duhok Filmfestival                             | 9.–16. Dezember 2024  | Behrouz Sebt Rasoul | Wettbewerbssektion | [ 18 ]        |
| 17. Eurasia International Film Festival            | 24.–30. November 2024 | Behrouz Sebt Rasoul | Wettbewerbssektion | [ 19 ]        |
| 6. Rain International Nature Film Festival (RINFF) | 4.–5. November 2024   | Behrouz Sebt Rasoul | Wettbewerbssektion | [ 20 ]        |
| 23. Dhaka International Film Festival              | 11. Januar 2025       | Behrouz Sebt Rasoul | Gewonnen: - Beste Hauptdarstellerin: Diman Zandi | [ 21 ]        |
| Vorführung in der Australian Cinematheque          | 19. Februar 2025      | Behrouz Sebt Rasoul | Screening | [ 22 ]        |
| Vorführung im Ciné Club Persan, Schweiz            | 18. März 2025         | Behrouz Sebt Rasoul | Screening | [ 23 ]        |
| Vorführung im Cannes Cinéma / Frankreich           | September 2025        | Behrouz Sebt Rasoul | Sondervorführung | [ 24 ] [ 25 ] |

|}

## Bevorstehende Vorführungen
Im September 2025 wird der Film *Melody* (2023) von Behrouz Sebt Rasoul im Rahmen der kulturellen Veranstaltung **Les Jeudis de Cannes Cinéma – Zoom sur le cinéma iranien** gezeigt, die von der Stadt Cannes als Teil des Programms **Saison Cannes Cinéma 2025–2026** organisiert wird.